# Cuiaș
Cuiaș – wieś w Rumunii, w okręgu Arad, w gminie Săvârșin. W 2011 roku liczyła 63 mieszkańców. 